# Cebrio brevicornis
Cebrio brevicornis is een keversoort uit de familie Cebrionidae. De wetenschappelijke naam van de soort is voor het eerst geldig gepubliceerd in 1790 door Olivier.